# Polypodium vesiculari-paleaceum
Polypodium vesiculari-paleaceum là một loài dương xỉ trong họ Polypodiaceae. Loài này được Hieron. mô tả khoa học đầu tiên năm 1911.
Danh pháp khoa học của loài này chưa được làm sáng tỏ. 